# تپه حارام درسی تپه سی
تپه حارام درسی تپه سی مربوط به هزاره دوم و اول قبل از میلاد است و در شهرستان مراغه، بخش مرکزی، دهستان سراجوی غربی، ۲/۵ کیلومتری روستای حارام تپه سی واقع شده و این اثر در تاریخ ۲۷ اسفند ۱۳۸۶ با شمارهٔ ثبت ۲۲۵۵۱ به‌عنوان یکی از آثار ملی ایران به ثبت رسیده است.